# Zeeuwse wandtapijten
De Zeeuwse wandtapijten zijn zes wandtapijten die de Staten van Zeeland van 1593 tot 1604 lieten maken met daarop de zeeslagen rond Zeeland tijdens de Tachtigjarige Oorlog afgebeeld. De wandtapijten maken deel uit van de collectie van het Zeeuws Museum. Ze werden opgehangen in de Abdij van Middelburg waar de Staten vergaderden en tegenwoordig het museum gevestigd is.
De Staten van Zeeland besloten in 1591 om een wandtapijt te laten maken van de Slag bij Bergen op Zoom (1574). Het tapijt van de Antwerps-Delftse tapijtwever François Spierincx naar ontwerp van Hendrick Vroom was in 1595 klaar en werd opgehangen op de eerste verdieping van het prinsenlogement in de Abdij van Middelburg. In 1595 werd besloten om een hele serie wandtapijten te laten maken, deze keer door het weversatelier De Maecht dat zich in Middelburg was komen vestigen (en sneller en goedkoper kon werken dan Spierincx). De afbeeldingen zijn naar ontwerpen van Hendrick Vroom, die de plekken van de zeeslagen bezocht en praatte met ooggetuigen zoals Joos de Moor en Pieter Reijgersbergh. De ontwerpen voor het atelier De Maecht werden op kartons overgebracht door Huybrecht Leyniers. De tapijten beelden verschillende wapenfeiten uit: de Slag bij Fort Rammekens door Jan de Maecht, de Slag bij Lillo door Jan de Maecht, de Inname van Veere door Hendrick de Maecht en het Beleg van Zierikzee (1575-1576) door Hendrick de Maecht. Het zesde tapijt is een 'wapentapijt' door Hendrick de Maecht (afgewerkt onder leiding van Hendricks weduwe Francijntje Obry in 1604) naar ontwerp van Karel van Mander. In het midden staan daarop Willem van Oranje en het wapen van Zeeland, omgeven door de wapenschilden van de zes stemgerechtigde steden: Middelburg, Goes, Vlissingen, Zierikzee, Tholen en Veere.
Tussen 1954 en 2004 werden de wandtapijten gerestaureerd door de 'Werkplaats tot Herstel van Antiek Textiel' (tegenwoordig ICAT Textielrestauratie).

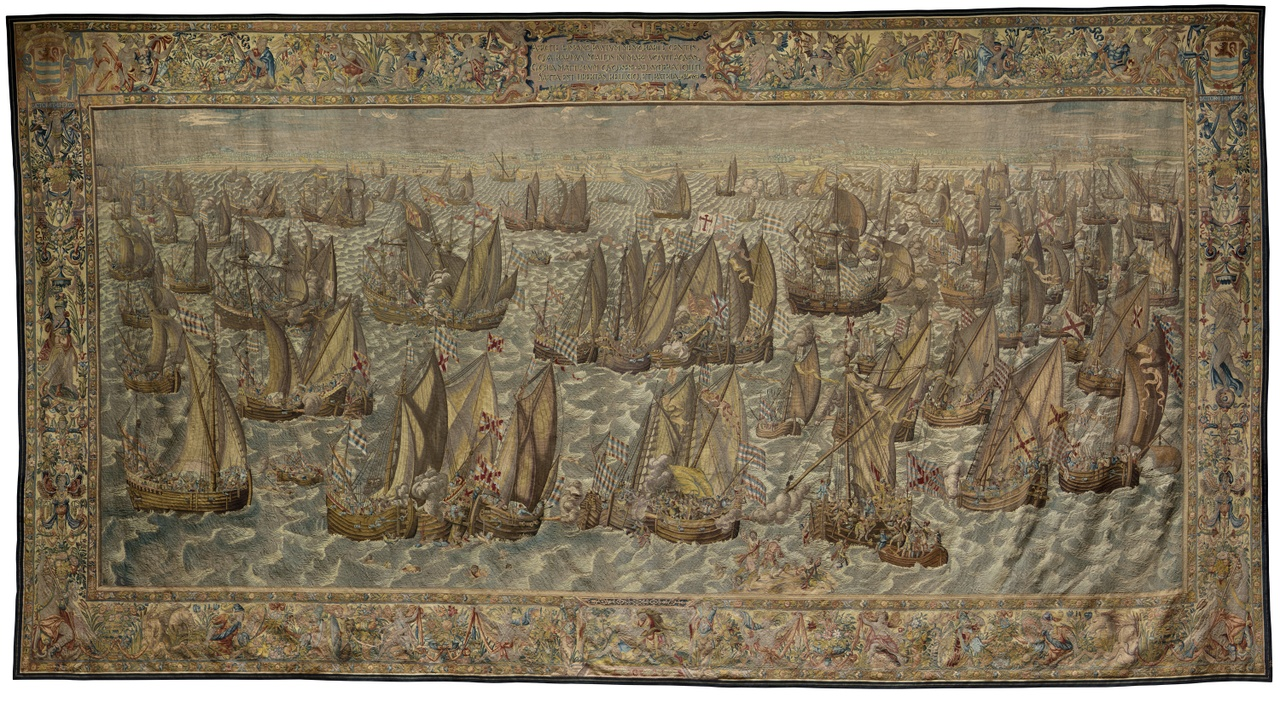
Slag bij Bergen op Zoom (1574) door François Spierincx
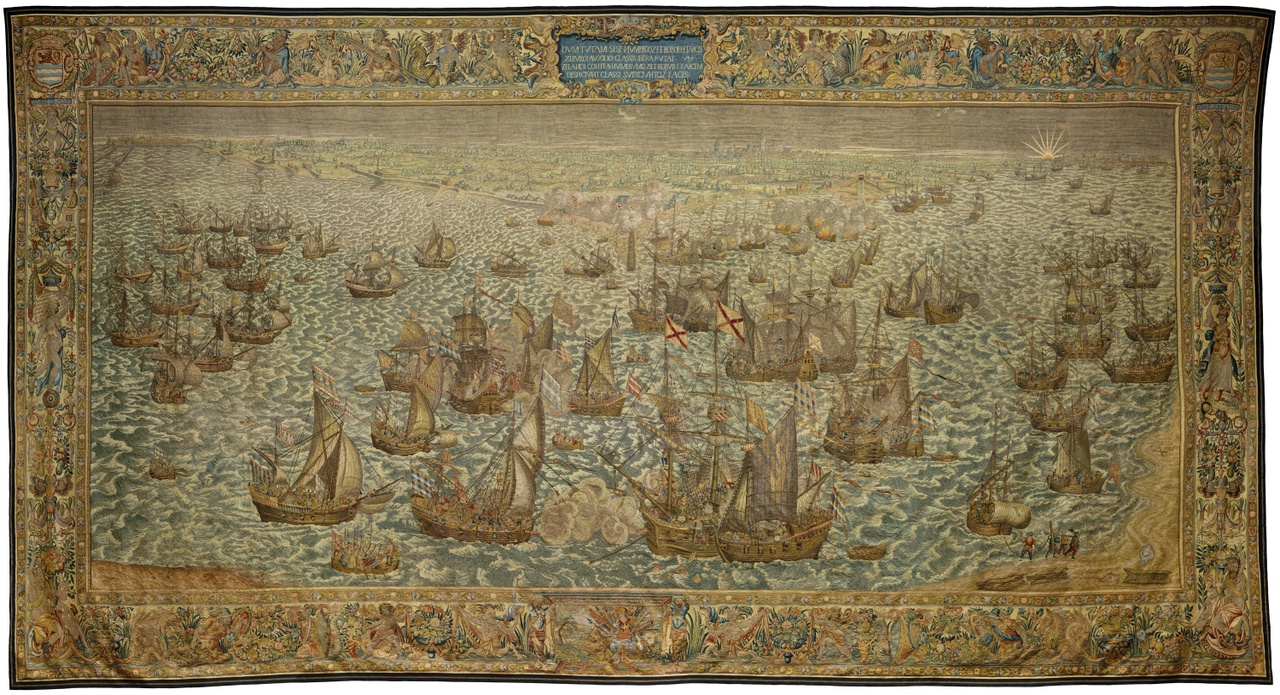
Slag bij Fort Rammekens door Jan de Maecht
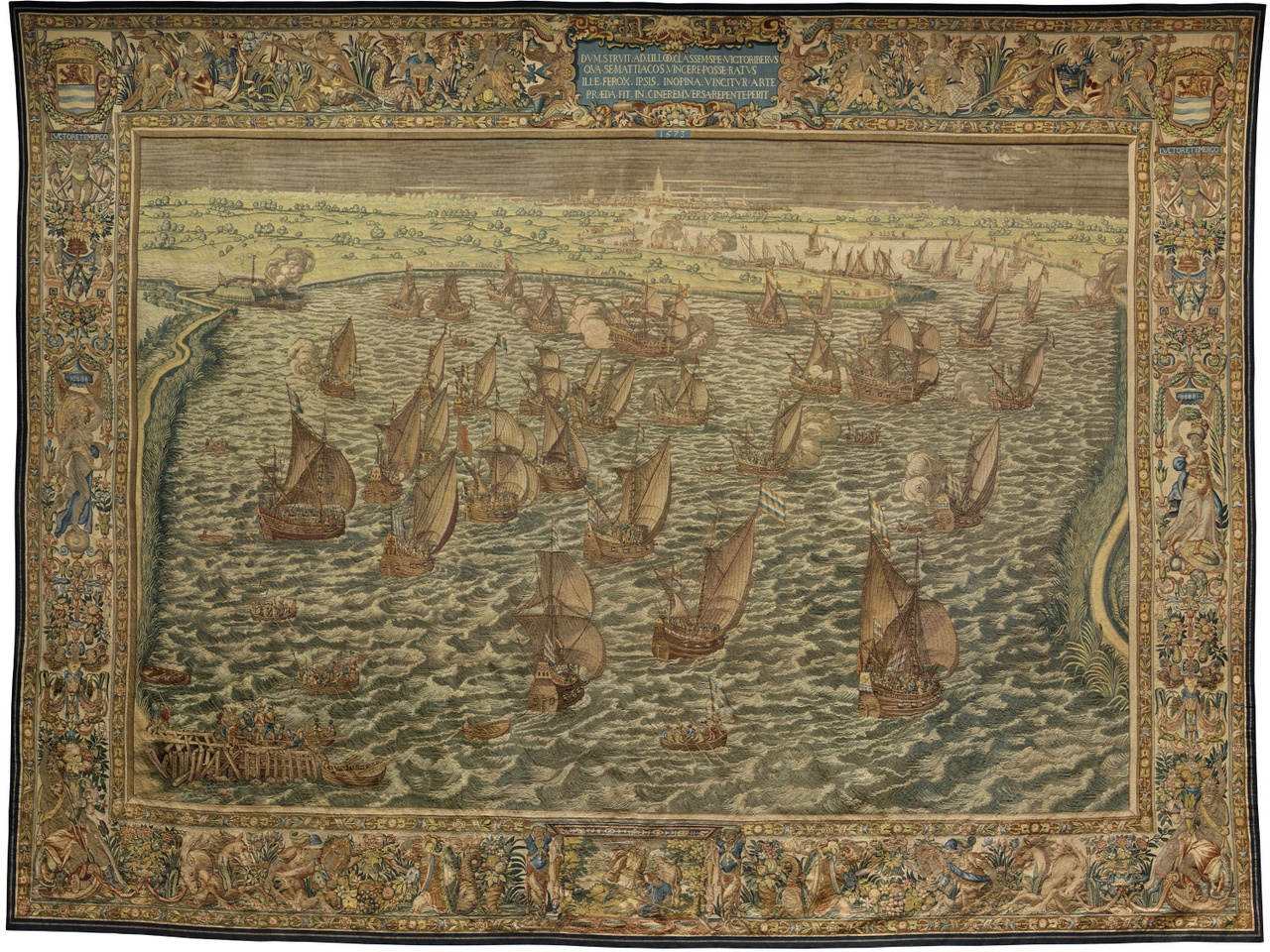
Slag bij Lillo door Jan de Maecht
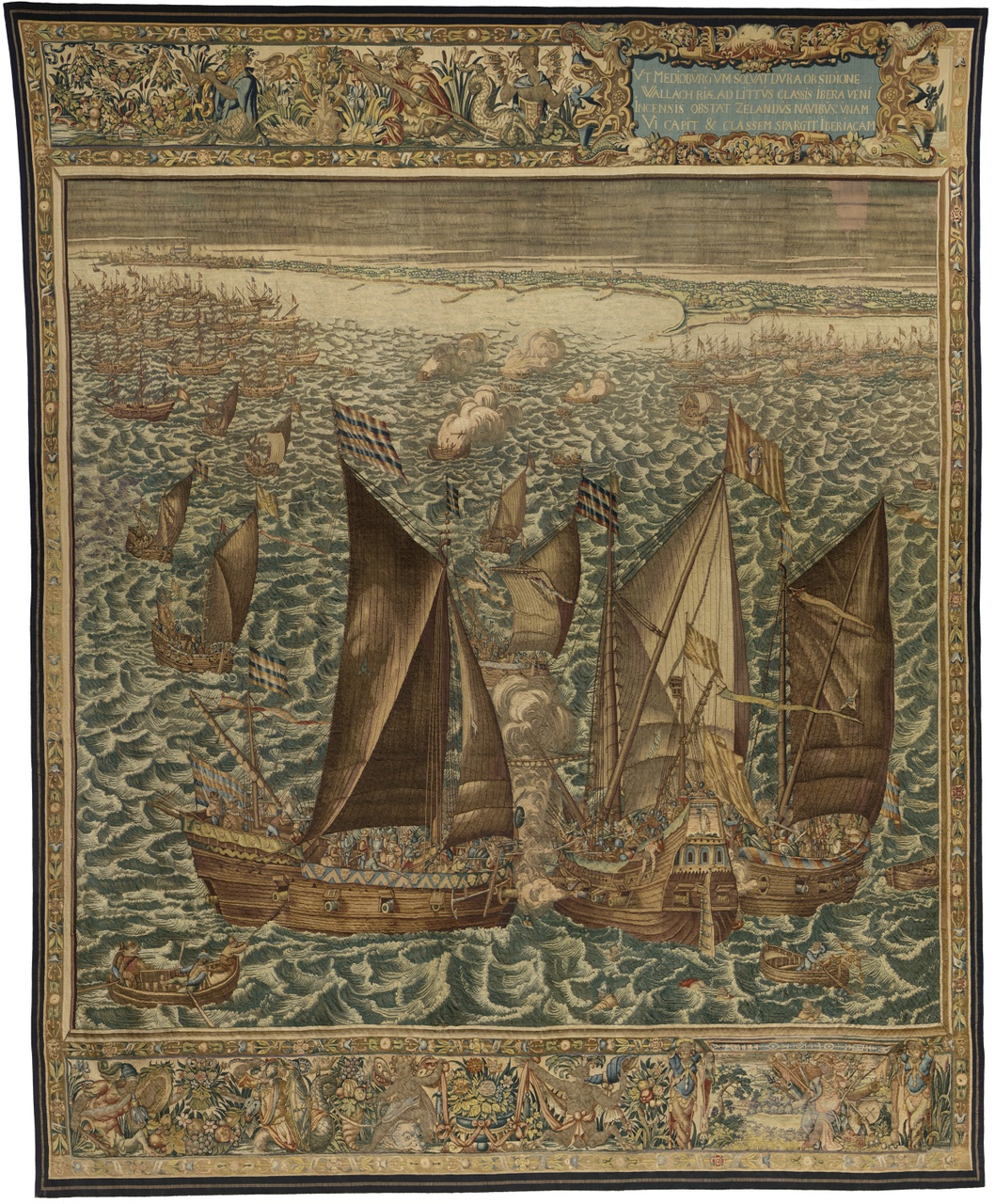
Inname van Veere door Hendrick de Maecht
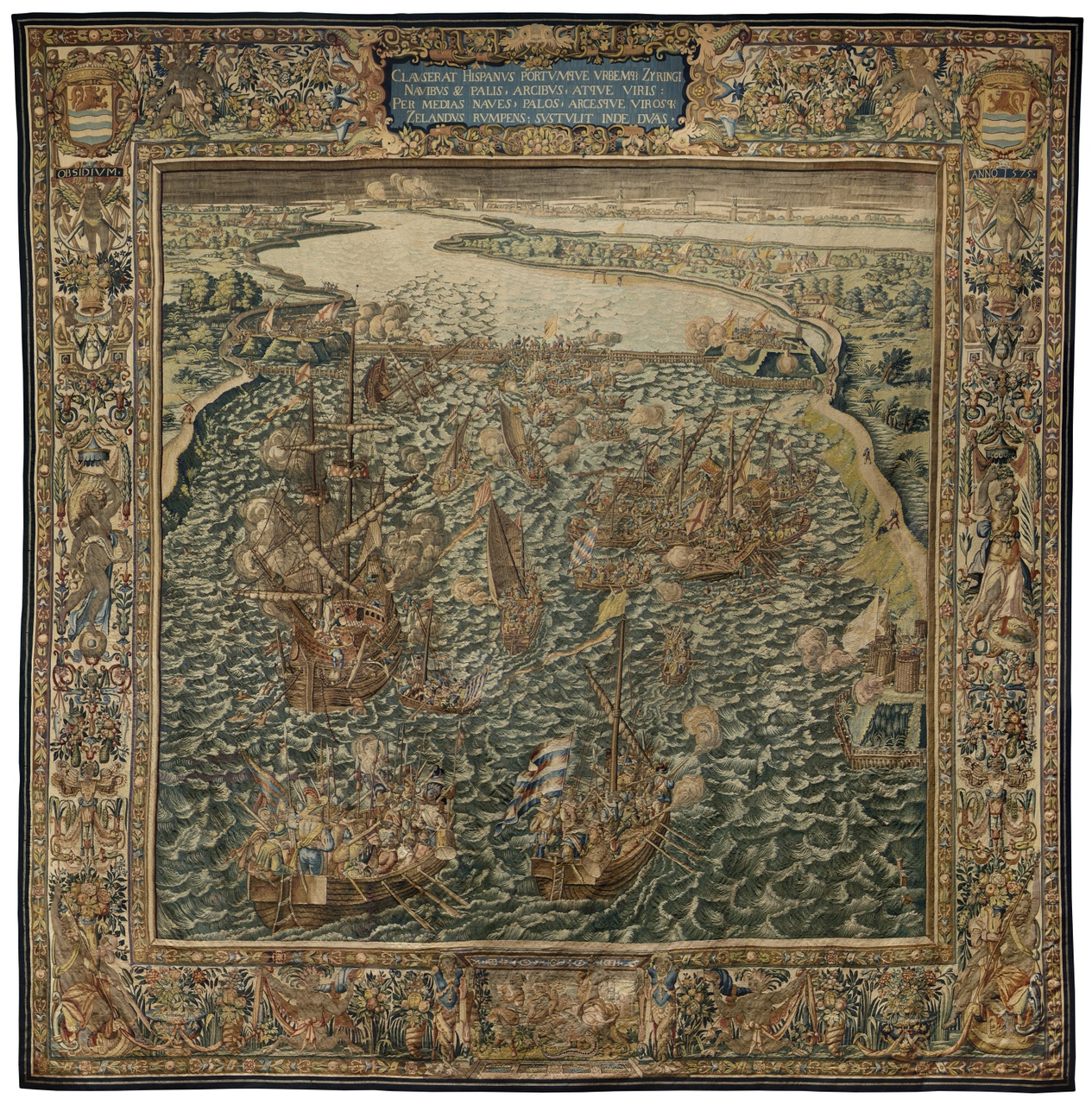
Beleg van Zierikzee (1575-1576) door Hendrick de Maecht
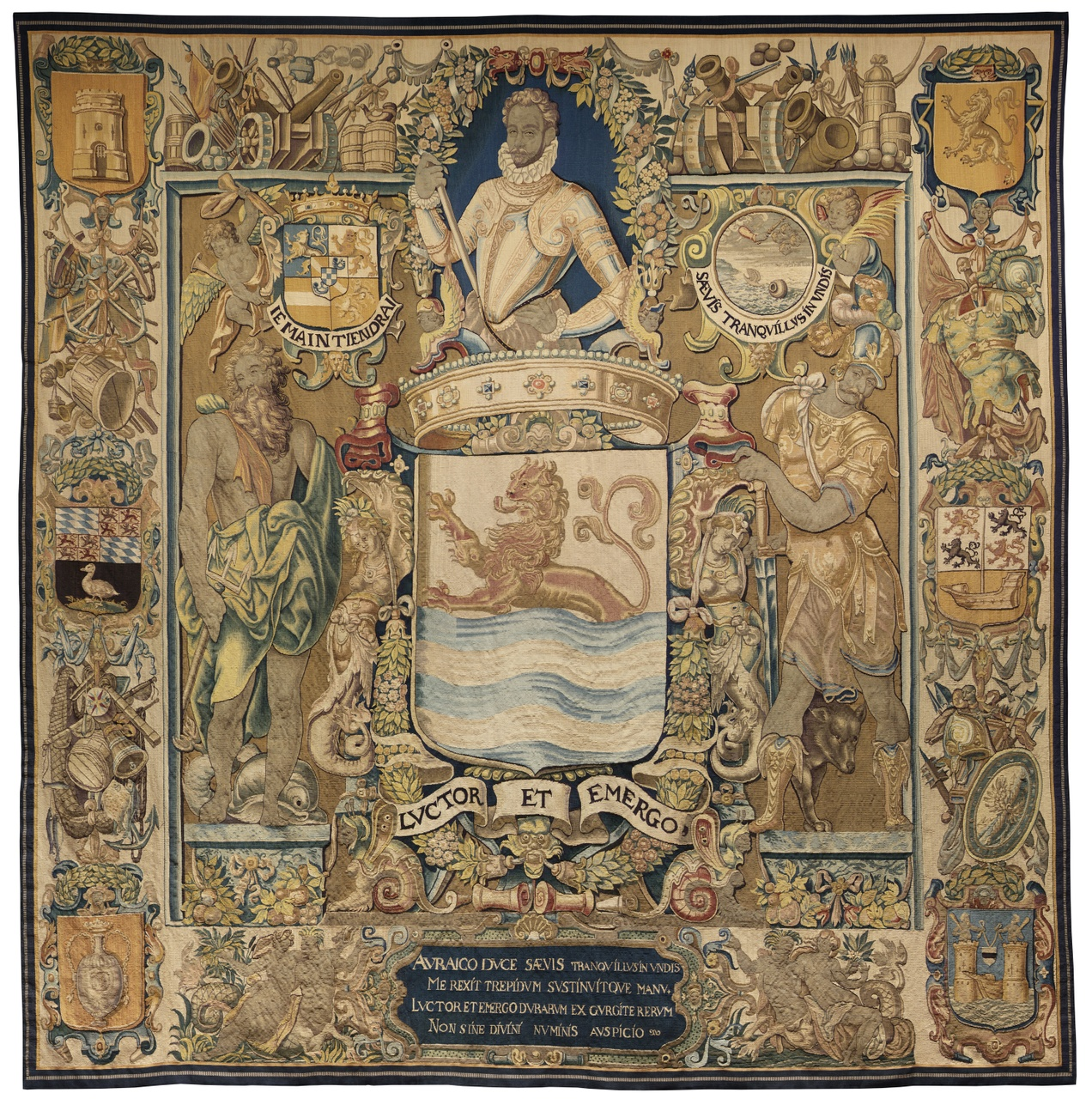
Wapentapijt door Hendrick de Maecht